# Hameh Jā
Hameh Jā (persiska: همه جا) är en ort i Iran.   Den ligger i provinsen Alborz, i den norra delen av landet, 40 km norr om huvudstaden Teheran. Hameh Jā ligger 2 145 meter över havet och antalet invånare är 335.
Terrängen runt Hameh Jā är varierad. Hameh Jā ligger nere i en dal.Runt Hameh Jā är det mycket tätbefolkat, med 4 343 invånare per kvadratkilometer. Närmaste större samhälle är Āsārā, 7,0 km väster om Hameh Jā. Trakten runt Hameh Jā består i huvudsak av gräsmarker.